# Rhaphiptera albipennis
Rhaphiptera albipennis là một loài bọ cánh cứng trong họ Cerambycidae.